# Racionalita
Racionalita (z lat. ratio, rozum a rationalis, rozumný) je rozumnost či rozumovost, schopnost myslet, rozhodovat se a jednat na základě rozvahy, případně rozumných účelů a cílů, které lze obhájit důvody. Jako racionální se často hodnotí určité rozhodování a jednání právě vzhledem k nějakému cíli („cílová“ nebo „účelová racionalita“, instrumentální racionalita, ekonomická racionalita).

## Vývoj pojmu
Novověké pojetí racionality navazuje na Parmenidovu a Platónovu kritiku smyslového poznání, které je nejisté a klamné. Pravé poznání musí být vedeno rozumem a je nakonec možné jen u stálých a neměnných předmětů. Proto se už Pythagoras věnoval zdánlivě plně racionálním objektům matematickým a geometrickým. Brzy se ovšem ukázalo, že ani délka úhlopříčky čtverce není souměřitelná s jeho stranou, že se nedá vyjádřit jako poměr dvou celých čísel, čili moderně řečeno racionálním číslem. Platón pak hledal možnost racionálního poznávání jinde, až dospěl k věčným idejím.
Ve středověké filosofii je racionalita světa zaručena Božím stvořením: pokud je svět stvořen Božím slovem (Gn 1,1), musí být také poznatelný, moderně řečeno racionální. Už ve scholastice se však objevují rozpory mezi Božím zjevením a rozumovým poznáním, které ve 14. století vedou k rozluce filosofie a teologie. Napětí mezi nimi se pak vyhrotilo v učení M. Luthera, který racionální filosofii a teologii ostře odmítl.
Zakladatelem novověkého racionalismu je René Descartes, který se snažil založit novou jistotu poznání na sebejistotě subjektu a jeho schopností racionálně myslet a argumentovat. Převládající racionalismus 17. a 18. století vyvolal odmítavou kritiku empiristů, kteří naopak zdůraznili primát smyslů a zkušenosti. Spor vyřešil Immanuel Kant tak, že i smyslové poznání nutně předpokládá určité rozumové předpoklady, například představu prostoru, času a příčinnosti.
Racionalita se od roku 1980 v jazyce vytrácí. Začíná se prosazovat postpravda.

## Různé racionality
Až do Kanta bylo tradicí pokládat racionalitu za „všem lidem společnou“ (Descartes). Počínaje Hegelem se chápe jako historicky proměnlivá a různě podmíněná, zejména lidskými zájmy. Romantismus 19. století silně zdůraznil význam vůle, citů a vášní a řada filosofů racionalitu člověka zpochybnila (Schopenhauer, Nietzsche aj.), podobně jako psycholog Sigmund Freud. Naproti tomu pro pozitivismus je racionální pouze to, co je dokazatelné, nebo jen to, co odpovídá pravidlům a normám například logiky. Kritický racionalismus Karla Poppera uznává omezené možnosti empirického dokazování a za racionální tvrzení pokládá pouze takové, které lze vyvrátit. Naopak pragmatismus pokládá za racionální to, co je účinné a co vede k cíli. Na to navazuje současné pojetí různých (účelových či instrumentálních) racionalit, zejména ekonomické nebo politické.
Německý sociolog Max Weber rozlišoval mezi racionalitou hodnotovou a účelovou, která se řídí pouze účelem. Filosof Max Horkheimer mluví o instrumentální racionalitě, která už není schopna posoudit racionálnost svých cílů. Podobný smysl má i současný pojem racionalizace, který většinou znamená snahu o úspornější dosahování cílů.

## Diskurzívní racionalita
Přes tyto pochybnosti a spory je nejen věda, ale i celá řada společensky významných oblastí - například právo nebo politika - závislá na určité míře shody o tom, co je a co není racionální argument. Německý filosof Jürgen Habermas vychází z toho, že jistý sklon k racionalitě je vlastní lidské řeči. Na tom zakládá svůj koncept diskurzivní racionality nebo komunikativního jednání, jehož obecná pravidla umožňují jednání a hledání kompromisů mezi účastníky, i když zastávají velmi odlišná stanoviska.

## Racionalita v ekonomii
Racionalita v ekonomii se běžně používá jako předpoklad pro chování jednotlivců v ekonomických modelech a analýzách. Objevuje se téměř ve všech učebnicích ekonomie o tom, jak se člověk rozhoduje.
Z pohledu pozitivistů ekonomická teorie axiomaticky (z řeckého axióma – to, co se uznává - je tvrzení, které se předem pokládá za platné, a tudíž se nedokazuje) předpokládá racionalitu ekonomických subjektů. To znamená, že pro ekonomickou teorii se všechny subjekty řídí pravidly ekonomické racionality, která už implikuje jistý egoismus subjektu. Dle ekonomických teorií člověk v ekonomickém prostředí volí takové chování, které upřednostňuje jeho zájmy nad zájmy jiných a pokud volí mezi dvěma nebo více možnostmi, vždy zvolí tu, která je pro něj nejvýhodnější a přinese mu největší užitek. K tomuto výkladu problému se váže i pojem „homo economicus“. Podobný pojem economic man najdeme již v textech Johna Stuarta Milla z 19. století.
Dle behavioristů se však subjekt pohybuje v prostoru pro rozhodování, který bývá často omezen. Subjekt je postaven před omezení typu finančního, časového, právního nebo morálního. Do rozhodovacího procesu mohou vstupovat i emoce nebo pocit sounáležitosti s komunitou, rodinou. Často si subjekt může uvědomovat i společenskou prospěšnost, přijatelnost ale i dopady na své sociální okolí.

### Homo economicus
Polemiky o chování ekonomických subjektů v určitých situacích jdou ruku v ruce s vývojem ekonomické vědy. Pojem se však zrodil z neoklasiciského pojetí ekonomie. Subjekt je charakterizován výskytem prakticky čistého individualismu v oblasti jednání a rozhodování. Jedná tak, aby vždy za nejnižší náklady maximalizoval svůj užitek – zisk.
Malý ekonomický výkladový slovník H. Fialové: „Model racionálně se chovajícího smyšleného člověka. Vždy maximalizuje prospěch porovnáváním nákladů a výnosů při svém chování.“
Ekonomický člověk jako základ moderní ekonomie doc. P. Sirůčka: „Ekonomický člověk (homo economicus) je slovníkově vymezován jako smyšlená abstraktní bytost, chovající se tak, jako by maximalizovala svůj individuální užitek, při možné existenci různých omezení (např. spotřebitel je při své volbě omezen důchodem, cenami komodit, časem apod.). Pokud subjekt sleduje cíl v podobě maximalizace užitku, pak jedná racionálně.“ 

### Homo spectatus
Tento model či ideální typ člověka je jakýmsi protikladem k „homo economicus“. Je možné jej charakterizovat jako typ člověka, který si zakládá na tom, jak ho vidí druzí (spectatus - lat. viděný, pozorovaný), na své cti. Hlavními hodnotami jsou uznání, solidarita a sounáležitost v rámci společenství. Individualistická rovina zde nehraje zásadní roli. 